# Luděk Galuška
Luděk Galuška (Uherské Hradiště, 1960. február 22.–) cseh régész, bizantinológus.

## Élete
1983-ban a pozsonyi Comenius Egyetemen végzett szláv régészetet. Azután a brünni Morva Múzeumban helyezkedett el. A szláv régészet részlegének vezetője, valamint Staré Město, Hluk, Otrožská Nová Ves, Modrá u Velehradu és Szent Kelemen vár (Osvětim) ásatásainak vezetője. Ezen kívül a brünni Masaryk Egyetemen külső előadó. 2004-től a modrái régészeti park tervezője. 
Főként a kora középkorral foglalkozik, a Nagymorva birodalom időszakával és a szlávok etnogenezisével. Több helytörténeti monográfia társszerzője, ill. több médiában is népszerűsíti szakterületét. Szabadidejében a Nezapomeň zenekarban játszik, ill. borral kapcsolatos irodalmi konferenciák résztvevője.
2013-ban epizódszerepet kapott egy történelmi filmben (Cyril a Metoděj, apoštolové Slovanů).

## Elismerései
- A cisztercita rend 800 éves bejövetele Morvaországba emlékérem, Velehrad kutatásáért
- Szent Vencel-érem, Ostrožská Nová Ves területén végzett ásatási eredményekért

## Művei
- 1989 Výrobní areál velkomoravských klenotníků ze Starého Města – Uherského Hradiště. Památky archeologické 80/2, 405-454.
- 1991 Velká Morava. Brno
- 1993 Staré Město, the Great Moravian Centre of the 2nd Half of the 9th Century. In: Actes du XIIe Congrés International des Sciences Préhistoriques et Protohistoriques, Bratislava, 1-7 Septembre 1991. Bratislava, 96-102.
- 1996 Uherské Hradiště-Sady – křesťanské centrum říše Velkomoravské. Brno
- 1998 Christianity in Great Moravia and Its Centre in Uherské Hradiště – Sady. Byzantinoslavica LIX/1, 161-180.
- 2000 Staré Město v proměnách staletí (tsz.)
- 2001 Do pitanija pro pjeršich slovjan v Moraviji. In : Etnogenez ta ranja istorija slovjan – novi naukovi koncepciji na zlami tisjačoliť. Lviv, 67-77.
- 2001 Velká Morava mezi Východem a Západem. Brno (tsz. Zdeněk Měřínský, Pavel Kouřil)
- 2000 Staré Město v proměnách staletí. Staré Město (tsz.)
- 2001 Velká Morava mezi Východem a Západem. Brno (tsz. Zdeněk Měřínský, Pavel Kouřil)
- 2002 Památník Velké Moravy. Uherské Hradiště (tsz. Miroslav Vaškových)
- 2003 Velká Morava a úloha cyrilometodějské mise. In: Východní křesťanství (tsz. Vladimír Vavřínek)
- 2004 Slované – doteky předků.
- 2008 Východní Morava v 10. až 14. století. Brno (tsz. Pavel Kouřil, Jiří Mitáček)
- 2009 Průvodce expozicí Velká Morava. Uherské Hradiště (tsz. Ivo Frolec)
- 2013 Hledání původu. Od avarských bronzů ke zlatu Velké Moravy
- Die grossmährische Siedlungsagglomeration Staré Město – Uherské Hradiště und ihre Befestigungen. In: J. Henning – A. T. Ruttkay (Hrsg.): Frühmittelalterlicher Burgenbau in Mittel- und Osteuropa. 341-348.